# Dinotrema appellator
Dinotrema appellator är en stekelart som beskrevs av Vladimir Ivanovich Tobias 2004. Dinotrema appellator ingår i släktet Dinotrema och familjen bracksteklar. Inga underarter finns listade i Catalogue of Life.